# Chordophora biplaga
Chordophora biplaga är en fjärilsart som beskrevs av Walker 1869. Chordophora biplaga ingår i släktet Chordophora och familjen mätare. Inga underarter finns listade i Catalogue of Life.